# Templo da Pudicícia Patrícia
Templo da Pudicícia Patrícia era um templo da Roma Antiga localizado no Fórum Boário e dedicado à virtude feminina da pudicícia ("modéstia"). Segundo Lívio, era um contraponto ao Templo da Pudicícia Plebeia no monte Quirinal.

## História
O pequeno local de culto, conhecido como sacelo, que provavelmente dispunha de um altar e uma estátua de culto, foi descrito como estando nas proximidades do templo de Hércules de Cipião Emiliano, identificado como o Templo de Hércules Invicto. Além de Lívio, o templo foi citado também por Festo, que nega a sua existência e afirma que Lívio havia errado ao interpretar uma estátua de Fortuna para construir uma contraposição válida ao Templo da Pudicícia Plebeia, cuja fundadora, Virgínia, havia sido expulsa do Templo da Pudicícia Patrícia por ter se casado com o plebeu Lúcio Volúmnio. 